# Mirja Regensburg

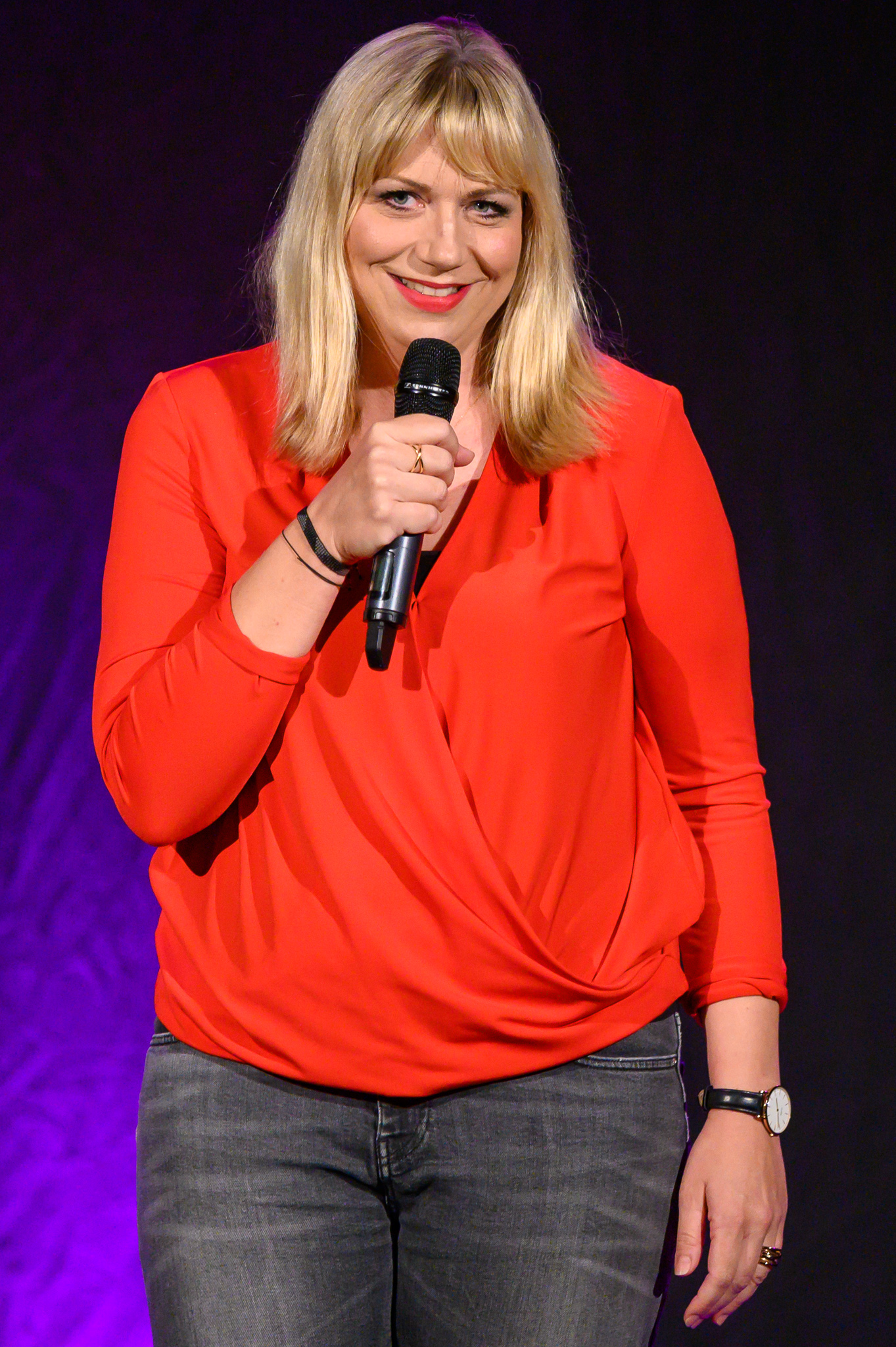
Mirja Regensburg (2019)

Mirja Regensburg (* 25. April 1975 in Bad Karlshafen) ist eine deutsche Schauspielerin und Komikerin.

## Leben und Karriere
Mirja Regensburg wurde von 1993 bis 1995 zur Groß- und Außenhandelskauffrau ausgebildet. Danach studierte sie das Fach Musical und schloss ihr Studium an der Stage School of Music, Dance & Drama in Hamburg mit der Bühnenreifeprüfung ab. Sie spielte
an deutschen Stadttheatern viele Jahre Hauptrollen in Musicals wie Tommy, Cabaret, The Rocky Horror Show und Godspell. Von der Uraufführung 2003 bis 2014 spielte sie die Hauptrolle der Helena in der Produktion der Musicalversion von Heinz Rudolf Kunzes und Heiner Lürigs Ein Sommernachtstraum, im Open-Air-Barocktheater der Herrenhäuser Gärten in Hannover, wo sie insgesamt rund 250.000 Zuschauer in dieser komödiantischen Rolle sahen.
Ihre Comedy-Karriere startete Regensburg als Gast bei den Comedy-Improvisations-Ensembles Instant Impro (Bremerhaven), den Improtronics im Quatsch Comedy Club (Berlin) und den Springmäusen (Bonn), bei denen sie auch als festes Ensemblemitglied von 2012 bis 2014 engagiert war. Sie spielte die Titelrolle im Solo-Theaterstück Heikes Welt im Theaterhaus Stuttgart, einer Adaption von Cavewoman. Mit Stand Up-Auftritten war sie bundesweit in Comedyclubs unterwegs wie NightWash und dem Quatsch Comedy Club. TV-Engagements hatte sie als Schauspielerin bei Zack! Comedy nach Maß, Two Funny – Die Sketch Comedy, Sketch For Fun, Cindy und die jungen Wilden (RTL) und Wiwaldi Show (WDR). 
In der Rolle als sie selbst stand sie vor der Kamera bei Genial Daneben, Fun(k)haus (WDR), NDR Comedy Contest (Einsfestival), Planetopia (SAT.1), Comedy Tower (HR), Achtung Selbstversuch (ZDFneo) und Weck Up (SAT.1). Als Moderatorin stand sie gemeinsam mit dem Kabarettisten Matthias Machwerk in der MDR-Fernseh-Unterhaltungsshow Kling Klang Klong und mit Ingolf Lück in der WDR-Serie 21 Dinge, sowie dem hr Comedy Festival und "Mirjas Welt" (Hr-fernsehen) vor der Kamera. 
Stand-Up-Auftritte hatte Mirja bei u. a. bei "Die besten Comedians Deutschlands" auf SAT1, "Till Reiners Happy Hour", 3Sat, "Quatsch Comedy Show", RTL2, "Schlachthof", BR Fernsehen, "ZDF Comedy Sommer", ZDF, "Olafs Klub", MDR, "Humorzone", MDR, "Lucky Punch Comedy Club", BR Fernsehen, Nuhr im Ersten, Ladies Night, Alfons & Gäste, "Quatsch Comedy Club", PRO7, Drei, Zwo, Eins Michl Müller, Spätschicht – Die Comedy Bühne und dem Swiss Comedy Award.
Seit 2015 ging Regensburg bundesweit mit ihrem ersten Soloprogramm Mädelsabend – Jetzt auch für Männer auf Tour. 
Ende 2019 bis 2023 spielte sie ihr zweites Programm Im nächsten Leben werd' ich Mann!. 
Von 2016 bis 2018 hatte sie die Radiocomedy Mirja aus Hümme auf Hitradio FFH und 2020 bei Radio Regenbogen Mirjas Motivationsminute. 
Seit 2023 ist Mirja Regensburg mit ihrem aktuellen Programm HAPPY. in Deutschland, Österreich und der Schweiz auf Tournee.

## Auszeichnungen
- 2022: Stuttgarter Besen (Hölzerner Besen)[1]
- 2022: Gewinnerin des Kabarettpreises "Böblinger Mechthild"

## Bücher
- Im nächsten Leben werd’ ich Mann! Die hohe Kunst des Lockerbleibens. Ein Crashkurs für Heldinnen des Alltags. Eden Books, Hamburg 2019, ISBN 978-3-95910-226-1.